# 戦利品 (ゲーム・オブ・スローンズ)
『戦利品』は、HBOで放送されたファンタジー・ドラマ・シリーズである『ゲーム・オブ・スローンズ』のシーズン7(第7章、副題『氷と炎の歌』)の第4話である。ショーランナーのデイヴィッド・ベニオフとD・B・ワイスによって脚本が書かれ、マット・シャクマンが監督した。
アリアがウィンターフェルに戻り、サンサ、ブラン、そしてブライエニーに再会する。デナーリスはタイレル家壊滅の知らせを聞いて激怒し、ドラゴンを率いてキングズランディングを灰にしようとする。だがティリオンとジョンの助言を聞いて思いとどまり、かわりにハイガーデンからの戦利品を持ち帰るラニスター家とターリー家の軍をドスラク兵とともに襲う。

## あらすじ

### キングズランディングにて
サーセイ (レナ・ヘディ)は〈鉄の銀行〉のティコ・ネストリス(マーク・ゲイティス)に債務の返済を確約する。ネストリスは、返済されたのちには新たな融資をすると約束する。サーセイは傭兵集団の〈黄金兵団〉を雇おうとしていると話す。

### ウィンターフェルにて
ピーター・ベイリッシュ(エイダン・ギレン)は、ブラン(アイザック・ヘンプステッド＝ライト)に、かつて彼の暗殺が試みられた時に使われたヴァリリア鋼の短剣を贈るが興味を示さない。ブランは知るはずのないベイリッシュの過去の発言を口に出して彼をたじろがせる。ミーラ・リード(エリー・ケンドリック)は、家族の元に戻るためブランに別れを告げるが、ブランはそれに対して感情を示さない。
アリア・スターク(メイジー・ウィリアムズ)がウィンターフェルに帰郷を果たして門の前に現れるが、知り合いはみな死んでいて顔を知らぬ兵ばかりのため、衛兵は追い返そうとする。やがてアリアはサンサ (ソフィー・ターナー)やブラン、旅の途中で出会ったブライエニー(グェンドリン・クリスティー)と再会する。ブランはアリアの殺しのリストのことを知っていると言い、ベイリッシュからもらった短剣をアリアに贈る。
ブライエニーがポドリック・ペインに稽古をつけているところにアリアが立ち寄り、ブライエニーとの稽古を求める。アリアが互角の勝負をしたのでブライエニーはその剣技に驚き、感心する。

### ドラゴンストーンにて
ジョン・スノウ(キット・ハリントン)は、ドラゴングラスの埋まった洞窟にデナーリス(エミリア・クラーク)を案内し、〈森の子ら〉が遺した太古の壁画を見せる。壁画は〈森の子ら〉と〈最初の人々〉が協力してホワイト・ウォーカーと戦うところが描かれていた。ジョンが忠誠を誓って跪くならば北部を守るために共に戦う用意があるとデナーリスは言うが、ジョンは北部人の反応を恐れて躊躇する。
ティリオン(ピーター・ディンクレイジ)が、ハイガーデンの陥落の知らせをデナーリスにもたらす。度重なる味方の敗北に激怒したデナーリスは、自らドラゴンを率いてキングズランディングを攻撃すると言い放つが、それでは狂王と同じだというジョンの助言を聞いて思いとどまる。
のちに、落ち延びたシオン・グレイジョイ(アルフィー・アレン)が一隻の船でドラゴンストーンに戻る。シオンと再会したジョンは、お前を殺さないのはサンサを救ったからだと吐き捨てる。シオンは囚われた姉のヤーラを救うためデナーリスの力を借りたいというが、彼女は不在だと告げられる。

### ハイガーデンからの帰り道にて
ジェイミー(ニコライ・コスター＝ワルドー)とブロン(ジェローム・フリン)が率いるラニスター家の軍と、
ランディル・ターリー(ジェームズ・フォークナー)とその息子ディコン(トム・ホッパー)が率いるターリー家の軍は、落城したタイレル家の本拠地ハイガーデン城から戦利品と食料を運び出し、王都に戻ろうとする。ブロンはジェイミーから黄金の入った袋を褒美に受け取り、さらに約束どおり城を望むが、ジェイミーは戦争が終わるまで待てという。
隊列がキングズランディングに近づいた時、ドロゴンに乗るデナーリスとドスラクの騎馬軍が襲いかかる。デナーリスの軍勢がラニスターとターリーの軍を蹂躙するが、ブロンはスコーピオンの大矢でドロゴンを射る。ティリオンが成り行きを見守る中、騎乗したジェイミーはデナーリスが着陸して矢を抜こうする機を逃さず、突撃してデナーリスを仕留めようとする。ジェイミーに気づいたドロゴンが彼に炎を吐く刹那、ブロンが川に突き飛ばし、間一髪でジェイミーを救う。川に落ちたジェイミーは鎧の重みで水底へと沈んでいく。

## 製作

### 脚本
原作者との話し合いにより、未刊の原作に基づいて脚本が書かれた。

### キャスティング
ラニスター兵としてMLBニューヨーク・メッツのノア・シンダーガードがカメオ出演している。

### 監督
監督のマット・シャクマンは本エピソードがシリーズ初監督である。

## 評価

### 視聴人数
本エピソードは1017万人に視聴され、シーズン7の第一話を抜いてシリーズ史上最高の視聴人数となった。18-49才の視聴率は4.8%となり、同夜でもっとも視聴されたケーブルテレビ番組となった。

## 参照
1. 1 2  Porter, Rick (2017年8月8日). “Sunday cable ratings: 'Sharknado 5' lacks bite, 'Game of Thrones' hits total-viewer high”. TV by the Numbers. 2017年8月8日閲覧。
2. ↑  Porter, Rick (2017年8月1日). “Sunday cable ratings: ‘Rick & Morty’ returns strong, more highs for ‘Insecure’ and ‘Ballers’”.  TV by the Numbers. 2017年8月1日閲覧。
3. ↑  Makuch, Eddie (2017年8月8日). “Despite Leaking Early, The New Game Of Thrones Episode Set A Ratings Record”.   GameSpot. 2017年8月8日閲覧。